# Hearts and Minds (film)
Hearts and Minds è un documentario del 1974 diretto da Peter Davis  vincitore del premio Oscar al miglior documentario.
Nel 2018 è stato scelto per la conservazione nel National Film Registry della Biblioteca del Congresso degli Stati Uniti